# Francesco Furini
Francesco Furini (Firenze, 10 aprile 1603 – Firenze, 19 agosto 1646) è stato un pittore italiano.

## Biografia
Nato da una famiglia povera e numerosa, apprese da suo padre Filippo i primi rudimenti dell'arte, poi fu allievo di Matteo Rosselli. Alcuni critici dicono che fu anche influenzato da Domenico Passignano e da Giovanni Bilivert.
Suoi compagni presso la bottega del Rosselli furono Lorenzo Lippi, Baldassare Franceschini e l'amico Giovanni da San Giovanni, con il quale condivise un sodalizio povero e avventuroso.
Nel 1619 si recò una prima volta a Roma dove subì l'influenza di Caravaggio e dei suoi allievi. Tornò poi a Firenze, immatricolandosi nell'Accademia dei pittori dove tra i suoi committenti ed estimatori vi fu Galileo Galilei.

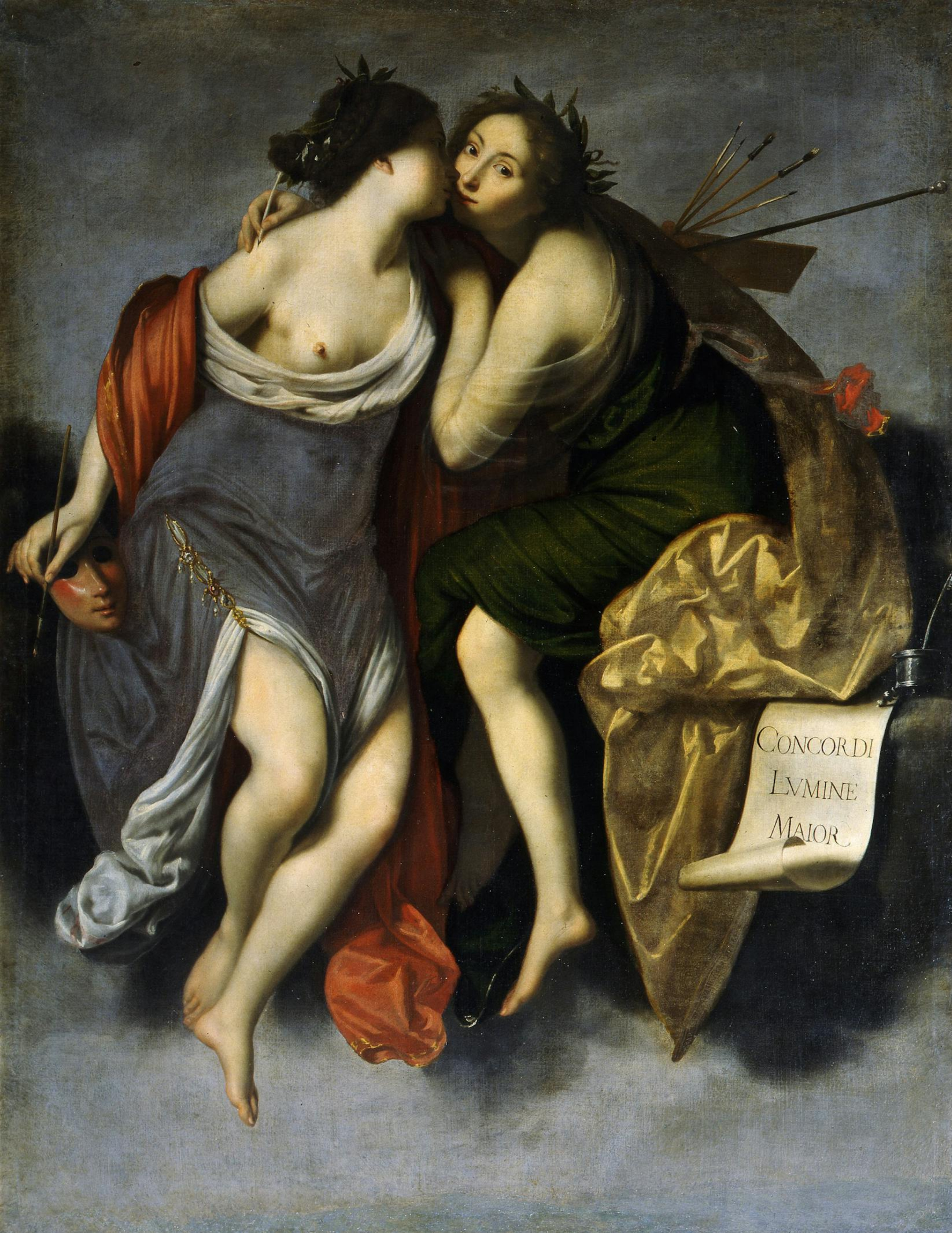
Pittura e Poesia

Tra il 1639 ed il 1642 realizzò i due affreschi Lorenzo il Magnifico e l'Accademia platonica e Allegoria della morte di Lorenzo nella sala degli Argenti a Palazzo Pitti, che risentono dell'influenza delle opere che Pietro da Cortona stava realizzando in altre sale del palazzo.
La pittura del Furini incontrò grande successo non solo a Firenze, ma anche nelle corti cattoliche europee, come quella di Spagna o quella asburgica, poiché ne secondava i gusti raffinati e decadenti.
Lo stile pittorico del Furini fu caratterizzato da una pittura morbida e sensuale, che traspare nei soggetti dei suoi dipinti tratti dalla Bibbia e dalla mitologia, distinguendosi nei nudi femminili per realizzare i quali sembra spendesse ingenti somme di denaro per procurarsi le modelle tra le più belle e avvenenti, procurandosi il biasimo dei suoi biografi per queste abitudini.

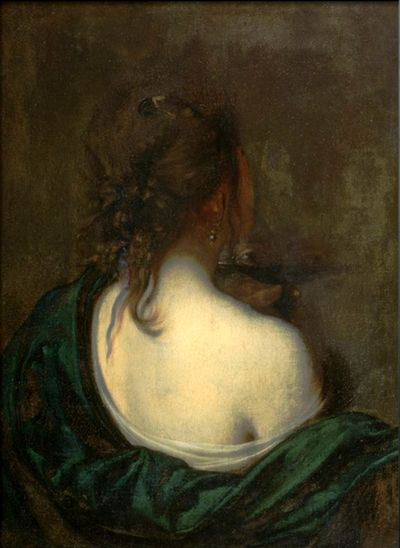
Santa Lucia

Prese poi i voti, entrando nella vita religiosa, divenne parroco di Sant'Ansano in Mugello dedicandosi principalmente a soggetti sacri, ma a causa della sua passione per la pittura e per le pressanti richieste della ricca clientela fu costretto a lasciare la parrocchia ad un sacerdote più disponibile ed a trasferirsi nella Villa La Petraia per dimorarvi col principe don Lorenzo de' Medici (1599-1648).
Nei suoi quadri, nei suoi affreschi e soprattutto nei numerosi e sfumati disegni, il Furini dimostrò chiaramente di non muoversi in senso barocco, ma di partecipare alla ripresa manieristica che si verificò in più parti d'Italia a partire dal 1620.

## Le opere
- Cefalo ed Aurora (circa 1624, Museo de Arte, Ponce)
- La Pittura e la Poesia (1626, Firenze, Galleria Palatina)
- Ila e le ninfe, (poco prima del 1633, Galleria Furini, Firenze)
- Fede, (1638, Palazzo Pitti)
- San Giovanni Evangelista, (1630, Musée des Beaux-Arts, Lione)
- La nascita di Rachele, (Alte Pinakothek, Monaco)
- Giuditta e Oloferne, (1636, Galleria Nazionale d'Arte Antica, Roma)

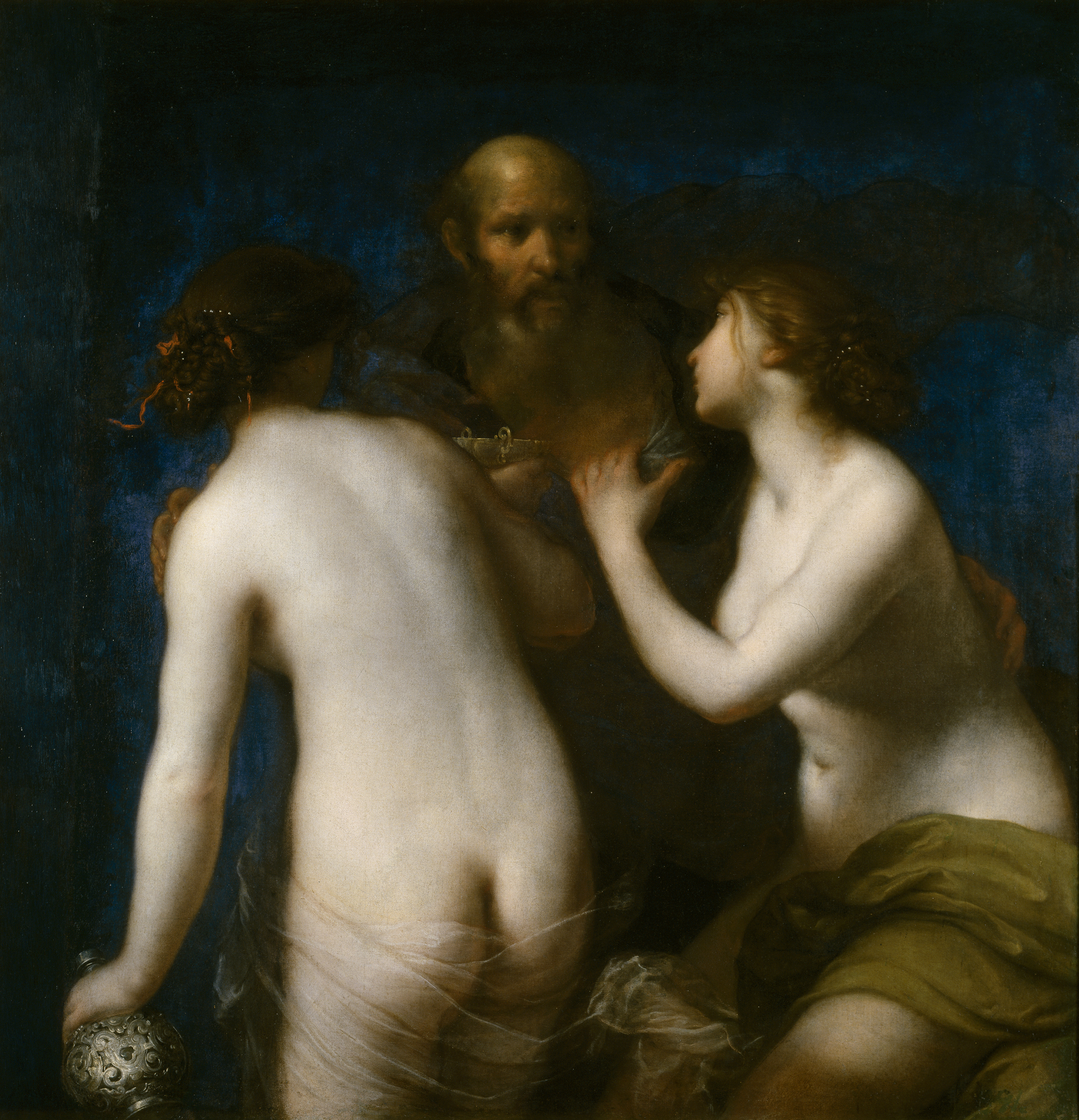
Lot e le sue figlie (ca. 1634).

- Lot e le sue figlie, (dopo il 1634, Museo del Prado, Madrid)
- Andromeda,  (Museo dell'Ermitage, San Pietroburgo)
- Andromeda, (Galleria Nazionale, Budapest, Ungheria)
- Crocifisso tra due angeli, con la Maddalena, San Bartolomeo e San Giovanni Battista,  (Chiesa di San Bartolomeo, Todiano)
- Maddalena penitente
- Affreschi, Salone, Palazzo Pitti (1639-42, Museo degli Argenti)
- Le Tre Grazie, (Ermitage)
- San Sebastiano (Galleria Nazionale, Edimburgo, Scozia)
- San Sebastiano (Schleissheim Palace)